# Bahnhof Clapham Junction

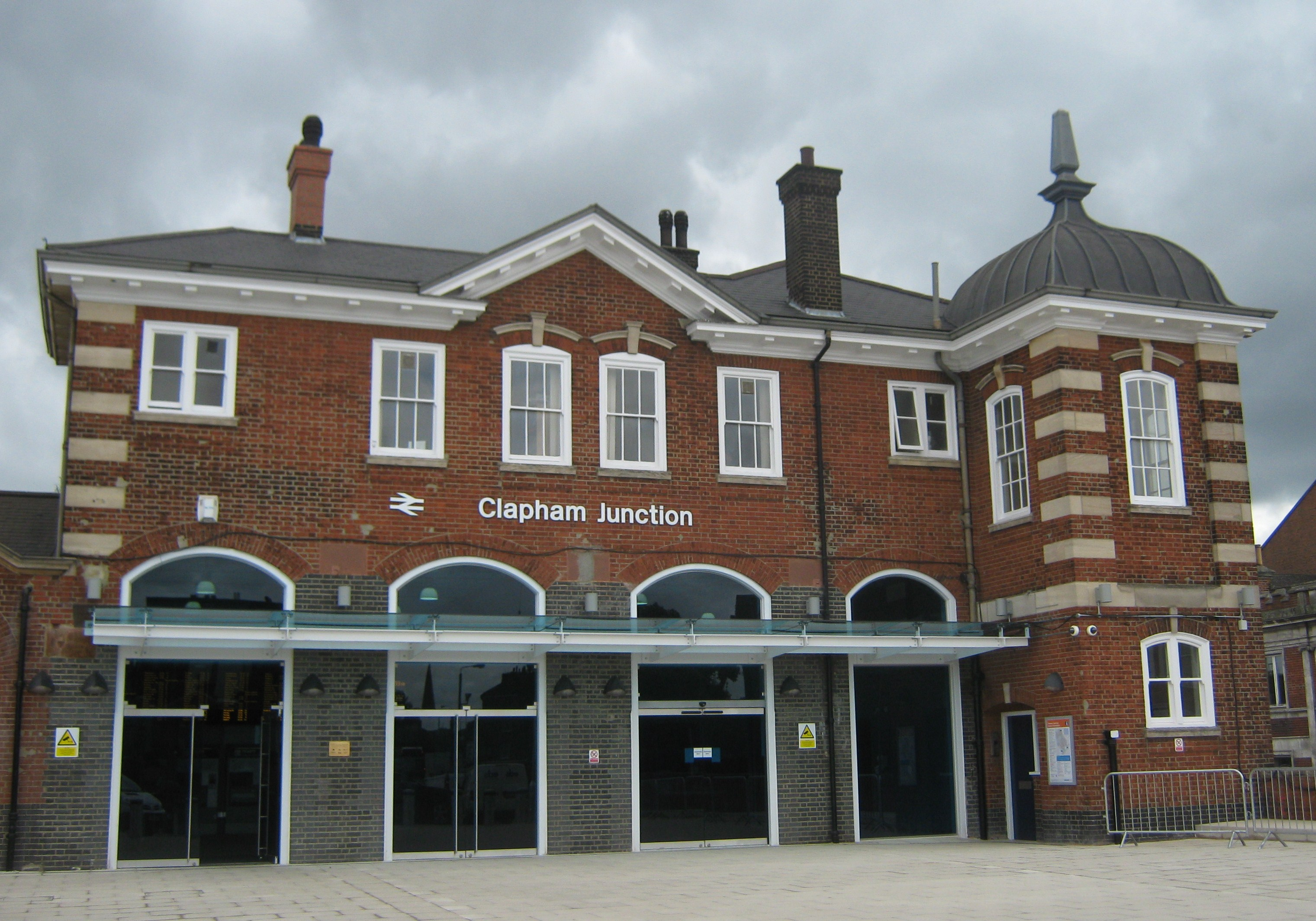
Südwest-Eingang des Bahnhofs

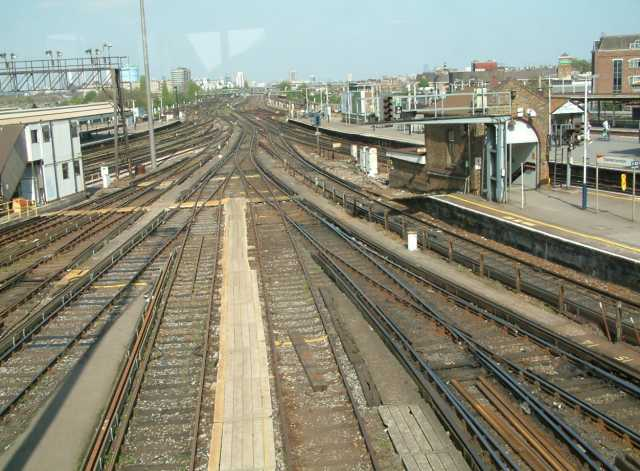
Blick von der Fußgängerbrücke auf die weitläufigen Gleisanlagen

Clapham Junction ist ein Bahnhof im Südwesten von London, genauer im Stadtteil Battersea, der zum Stadtbezirk London Borough of Wandsworth gehört. Der Bahnhof gilt als der größte und verkehrsreichste in ganz Großbritannien. Jeden Tag passieren ihn mehr als 2000 Züge, vorwiegend Vorortzüge, von denen die meisten auch halten. Während der Hauptverkehrszeit halten mehr als 220 Züge pro Stunde. Im Jahr 2013 nutzten 23,623 Millionen Fahrgäste den Bahnhof.

## Betrieb
Sämtliche Züge, die am Bahnhof Waterloo enden, passieren Clapham Junction, ebenso fast alle mit dem Endpunkt Victoria. Die Züge der Bahngesellschaften South West Trains, Gatwick Express und Southern bedienen diese Station auf ihrem Weg nach Süd- und Südwestengland. In Clapham Junction zweigen auch die West London Line und die South London Line ab, auf denen Züge der Gesellschaft London Overground verkehren.

## Anlage
Der Bahnhof besitzt 16 Durchgangsgleise, die von 2 bis 17 nummeriert sind (Gleis 1 wurde stillgelegt und abgebaut) und sich aus zwei Gruppen zusammensetzen: Die erste Gruppe mit den Gleisen 2 bis 6 zeigt in südwestliche Richtung (nach Richmond/Hounslow), die zweite Gruppe (Gleise 7 bis 17) in südliche Richtung (nach Wimbledon/Croydon). Beide Gruppen werden durch sich fächerförmig verzweigende Dienstgleise getrennt, die zu einem Abstellgelände westlich des Bahnhofs führen.
Der Haupteingang befindet sich an der Straße St. John’s Hill auf der Südseite der Anlage. Ein nur 4,6 Meter breiter Fußgängertunnel führt am westlichen Ende der Gleise auf die andere Seite. Der nördliche Ausgang ist nicht durchgehend geöffnet. Während der Hauptverkehrszeit herrscht hier ein starkes Gedränge. Im Gegensatz dazu bietet eine gedeckte Fußgängerbrücke über die östliche Seite der Gleise viel Platz. Allerdings gibt es von dort aus keinen direkten Zugang zum Bahnhofsgebäude.

## Geschichte

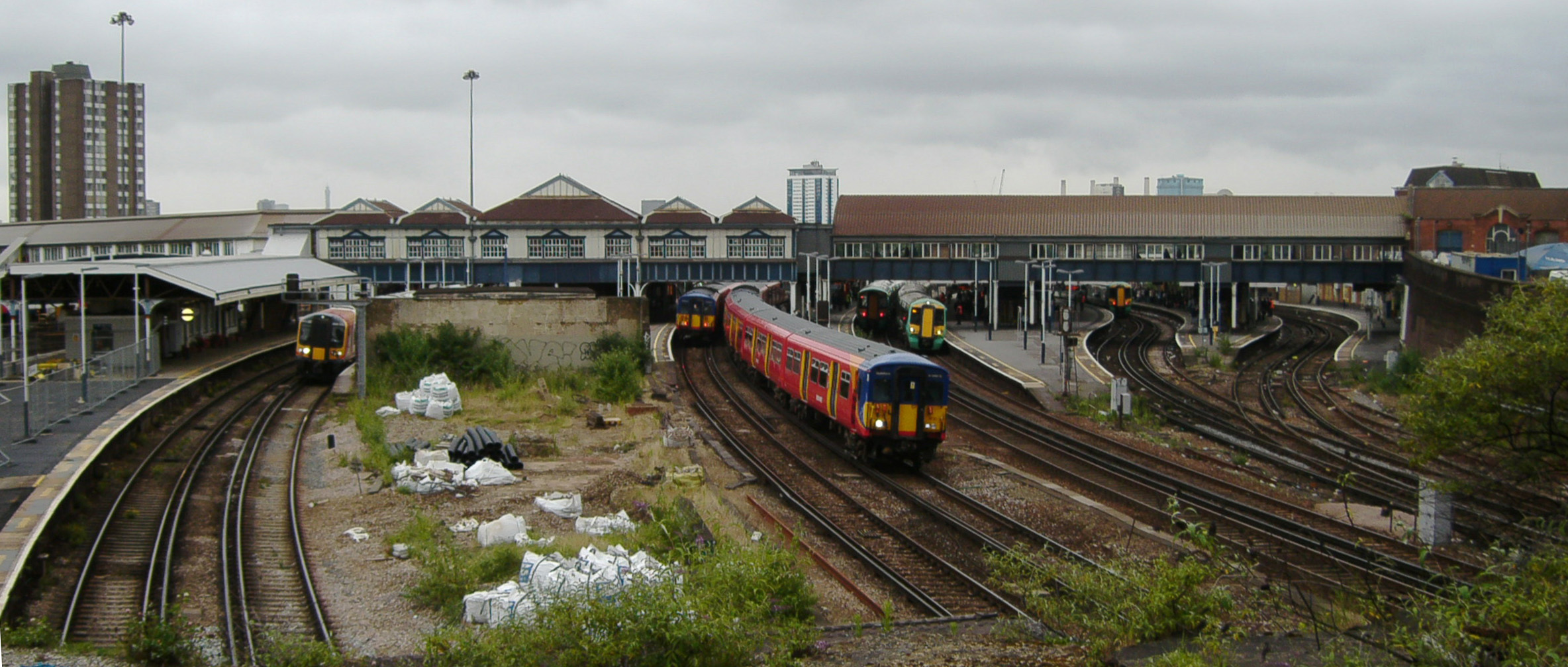
Bahnhof Clapham Junction (südliche Gleisgruppe, Blickrichtung Nord) mit Elektrotriebzügen von South West Trains (1.–3. von links) und Southern (1.–3. von rechts)

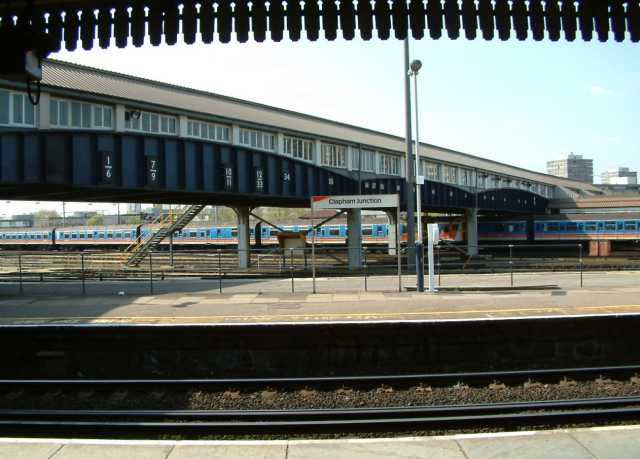
Fußgängerbrücke zwischen den Gleisen 8 und 9

Vor dem Eisenbahnzeitalter war die Gegend um den heutigen Bahnhof ausgesprochen ländlich und auf den Anbau von Lavendel für die Parfümindustrie spezialisiert. Der Hügel östlich des Bahnhofs heißt Lavender Hill (Lavendelhügel). Der Bahnhof wurde 1863 als Gemeinschaftsprojekt der London and South Western Railway und der London, Brighton and South Coast Railway errichtet. Damit schuf man eine Umsteigemöglichkeit zu vier Eisenbahnstrecken, die zwischen 1838 und 1860 eröffnet worden waren und sich in dieser Gegend verzweigten. Erweiterungen des Bahnhofs wurden 1874 und 1876 eingeweiht.
Der Bahnhof lag auf halbem Weg zwischen den Orten Battersea und Clapham. Während man beim Namen Battersea hauptsächlich an dreckige Industrie und verarmte Arbeiter dachte, war Clapham eine schöne Wohngegend mit hohen Grundstückspreisen. Die Bahngesellschaften, die vor allem Kundschaft aus der Mittel- und Oberschicht anlocken wollten, entschlossen sich daher, das attraktivere Clapham als Bahnhofsnamen zu wählen. Der neue Bahnhof beschleunigte die Entwicklung der umliegenden Gegend. 1840 lebten hier 6.000 Menschen, 1910 waren es bereits 168.000.
In einem Bericht im SBB-Nachrichtenblatt vom Dezember 1976 werden in einem Bericht über diesen Bahnhof folgende Werte genannt: So wird die Anzahl Züge innerhalb von 24 Stunden mit rund 2400 angegeben. Darunter sind rund 150 Güterzüge, die hier von der Kensington-Linie in einen anderen Teil des Netzes wechseln. Die Mehrheit sind Personenzüge, die größtenteils eines der 20 Gleise benutzen, die in Richtung London führen. Für die Bedienung der Weichen waren bis 14 Stellwerkbeamten zeitgleich im Dienst (teilweise noch mechanische Weichen). Daneben wurden zu dieser Zeit pro Jahr rund sieben Millionen Fahrscheine verkauft.
Am Morgen des 12. Dezember 1988 ereignete sich südwestlich des Bahnhofs ein schweres Unglück (siehe auch Eisenbahnunfall von Clapham Junction). Bei einer Kollision dreier Vorortzüge wurden 35 Menschen getötet und mehr als 100 zum Teil schwer verletzt. Es war das schwerste in einer Reihe von Zugunglücken im Bereich Clapham Junction zwischen 1986 und 1997. Die Häufung von Kollisionen und Entgleisungen war auf die extrem hohe Beanspruchung der überalterten Gleis- und Signalanlagen zurückzuführen. In den späten 1990er Jahren begann man mit deren Sanierung. Die Modernisierung wurde im Mai 2011 mit der Eröffnung eines neuen Eingangs und von neun Aufzügen abgeschlossen.
2012 wurde das Liniennetz der London Overground um die South London Line erweitert, auf der Züge von der East London Line nach Clapham Junction geführt werden.

## Zukunft
Durch den geplanten Bau der S-Bahn-Strecke Crossrail 2 soll Clapham Junction in den frühen 2030er Jahren um einen unterirdischen Bahnhof ergänzt werden.